# پطروس نظربگیان
پطروس نظربگیان (ارمنی: Պետրոս Նազարբեգեան; انگلیسی: Petros Nazarbegian; زاده 	۶ مهٔ ۱۹۲۷ - درگذشته ۱۳ نوامبر ۲۰۱۵) بوکسور ایرانی ارمنی‌تبار، رئیس فدراسیون بوکس ایران در قبل از انقلاب ۱۹۷۹ که با عنوان «پدر بوکس ایران» شناخته می‌شود؛ نظربگیان همچنین قهرمان اسبق تیم ملی ایران بود.

## زندگی‌نامه
پطروس نظربگیان در ۶ مهٔ ۱۹۲۷ (۱۵ اردیبهشت ۱۳۰۶) در تهران به دنیا آمد. وی برای یک دوره مربی‌گیری پیشرفته به ایالات متحده آمریکا اعزام شد. وی در بازی‌های المپیک تابستانی ۱۹۵۲ در وزن ۶۰–۵۷ ک‌گ (Lightweight) شرکت کرده است، نظربیگیان در مرحله اول با قرعه استراحت روبه‌رو شده ما در مرحله دوم با شکست در مقابل ارکی پاکانن فنلاندی از مسابقات حذف شد و رده ۹ رده‌بندی کلی قرار گرفت. در سال ۱۹۵۵ (۱۳۳۴) به سمت مربی و سرپرست تیم بوکس ایران برگزیده شده است. نظربگیان تا سال ۱۹۶۴ (۱۳۴۳) مقام نایب رئیس فدراسیون بوکس کشور را برعهده داشته است.
نظربگیان همچنین در سال ۱۹۶۷ (۱۳۴۶) اولین ایرانی بوده که به مقام داوری بین‌المللی بوکس رسید. وی ساکن ایالات متحده آمریکا بود.
وی در ۱۳ نوامبر ۲۰۱۵ (۲۲ آبان ۱۳۹۴) در سن ۸۸ سالگی در کالیفرنیا درگذشت.

## کارنامه ورزشی
- مسابقات المپیک هلسینکی در فنلاند، (۱۳۳۱)
- مسابقات آسیایی توکیو در ژاپن، (۱۳۳۷)
- مسابقات المپیک رم در ایتالیا، (۱۳۳۹) خورشیدی
- مسابقات المپیک آسیائی بانکوک، (۱۳۴۱)
- مسابقات المپیک مونیخ در آلمان، (۱۳۴۳)
- مسابقات المپیک مونترال در کانادا، (۱۳۵۵) خورشیدی

## نگارخانه

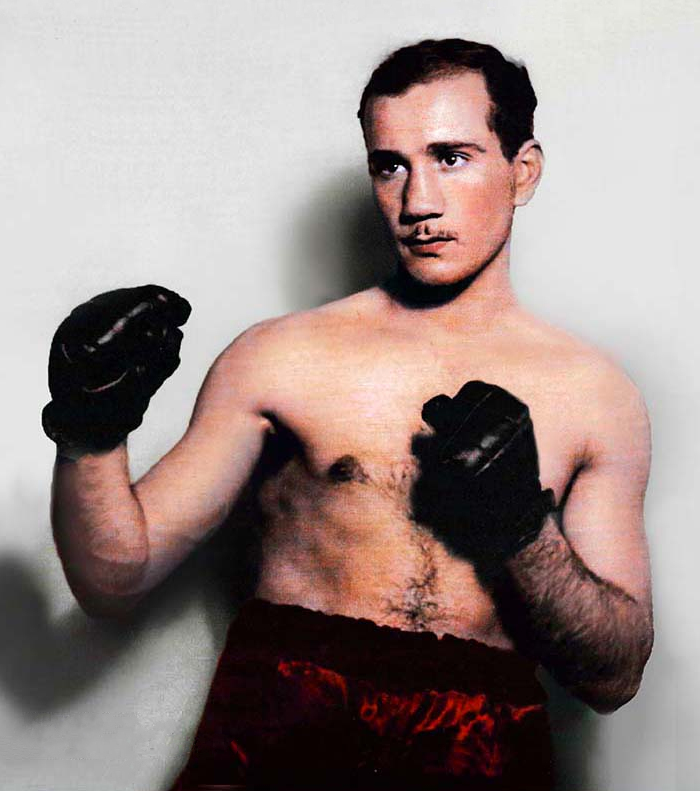
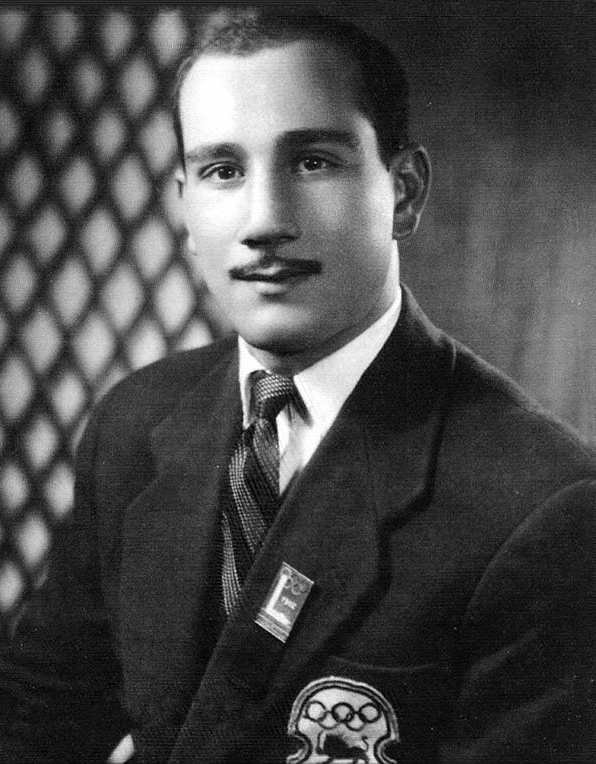
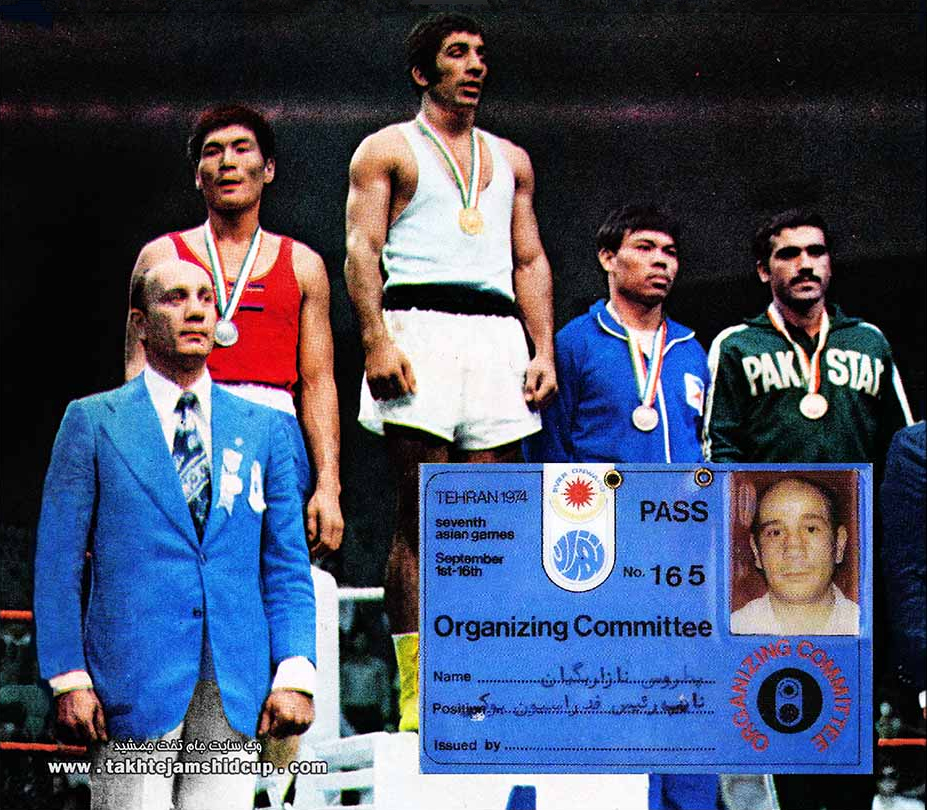
پطروس نظربگیان، جانگ هو-ریون، شریف دلارام، نیکلاس آکیلینو، سراج‌الدین (۱۹۷۴)
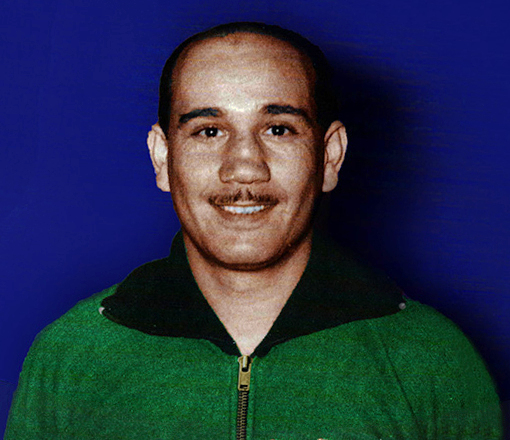
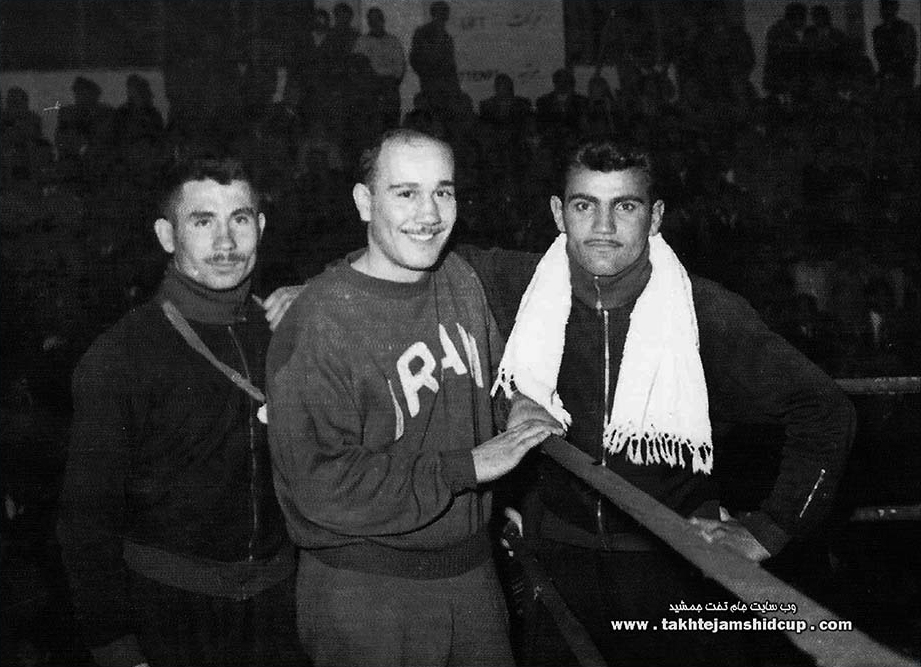
صادق علی‌اکبرزاده، پطروس نظربگیان و وازیک کازاریان (۱۹۶۱)